# Caltanissetta (provins)
Caltanissetta var en provins i den italienska regionen Sicilien och dess huvudort är Caltanissetta. Provinsen etablerades 1860 i samband med Kungariket Sardiniens annektering av Kungariket Bägge Sicilierna. Provinsen upphörde 2015 när den ombildades till ett fritt kommunalt konsortium Caltanissetta.

## Administration
Provinsen Caltanissetta var indelad i 22 comuni (kommuner) 2015.